# Lijst van coaches van het Belgisch voetbalelftal
Dit is een lijst van bondscoaches van de Rode Duivels.

## Chronologisch
|                                      | Naam                   | Wed. | Periode                 | Opmerkingen                                                                        | Assistent-bondscoach                                                                                                 |
| ------------------------------------ | ---------------------- | ---- | ----------------------- | ---------------------------------------------------------------------------------- | --- |
| Vlag van Schotland                   | William Maxwell        | 19   | 13/03/1910 - 20/04/1913 | Eerste termijn                                                                     | |
| Vlag van Engeland                    | Charles Bunyan         | 4    | 25/01/1914 - 26/04/1914 |                                                                                    | |
| Vlag van Schotland                   | William Maxwell        | 56   | 17/02/1920 - 05/06/1928 | Tweede termijn                                                                     | |
| Vlag van Oostenrijk                  | Victor Löwenfeldt      | 11   | 04/11/1928 - 08/06/1930 |                                                                                    | Hector Goetinck |
| Vlag van België                      | Hector Goetinck        | 31   | 13/07/1930 - 27/05/1934 | Eerste Belg                                                                        | Emile Hanse |
| Vlag van Hongarije                   | Jules Turnauer         | 3    | 31/03/1935 - 28/04/1935 |                                                                                    | Hector Goetinck |
| Vlag van Engeland                    | Jack Butler            | 52   | 12/05/1935 - 21/04/1940 |                                                                                    | Hector Goetinck |
| Vlag van België                      | Frans Demol            | 8    | 24/12/1944 - 30/05/1946 |                                                                                    | |
| Vlag van Engeland                    | Bill Gormlie           | 44   | 02/04/1947 - 28/05/1953 |                                                                                    | André Vandeweyer |
| Vlag van Schotland                   | Doug Livingstone       | 13   | 23/09/1953 - 11/11/1954 |                                                                                    | André Vandeweyer |
| Vlag van België                      | André Vandeweyer       | 17   | 16/01/1955 - 05/06/1957 |                                                                                    | |
| Vlag van België                      | Louis Nicolay          | 1    | 04/09/1957              | Minst aantal wedstrijden                                                           | |
| Vlag van Hongarije                   | Géza Toldi             | 6    | 27/10/1957 - 26/05/1958 |                                                                                    | |
| Vlag van België                      | Constant Vanden Stock¹ | 68   | 28/09/1958 - 24/04/1968 |                                                                                    | |
| Vlag van Oostenrijk                  | Viktor Havlicek        | 13   | 28/09/1958 - 22/05/1960 |                                                                                    | |
| Vlag van België                      | Henri Dekens           | 8    | 02/10/1960 - 20/05/1961 |                                                                                    | |
| Vlag van België                      | Arthur Ceuleers        | 31   | 04/10/1961 - 29/12/1965 |                                                                                    | Raymond Goethals |
| Vlag van België                      | Raymond Goethals       | 44   | 17/04/1966 - 25/04/1976 | Derde plaats EK 1972                                                               | Julien Labeau |
| Vlag van België                      | Guy Thys               | 101  | 22/05/1976 - 09/06/1989 | Eerste termijn, tweede plaats EK 1980, vierde plaats WK 1986 en meeste wedstrijden | Julien Labeau (tot 1985) / Michel Sablon                                                                             |
| Vlag van België                      | Walter Meeuws          | 6    | 23/08/1989 - 21/02/1990 |                                                                                    | Michel Sablon |
| Vlag van België                      | Guy Thys               | 13   | 26/05/1990 - 01/05/1991 | Tweede termijn                                                                     | Michel Sablon |
| Vlag van België                      | Paul Van Himst         | 36   | 11/09/1991 - 27/03/1996 |                                                                                    | Michel Sablon (tot 1995) / Wilfried Van Moer (vanaf 1995)                                                            |
| Vlag van België                      | Wilfried Van Moer      | 5    | 24/04/1996 - 14/12/1996 |                                                                                    | Ariël Jacobs |
| Vlag van België                      | Georges Leekens        | 29   | 11/02/1997 - 18/08/1999 | Eerste termijn                                                                     | Ariël Jacobs (tot 1997) / Eddy Snelders (vanaf 1997)                                                                 |
| Vlag van België                      | Robert Waseige         | 34   | 04/09/1999 - 28/05/2002 | Eerste Waalse bondscoach                                                           | Vince Briganti |
| Vlag van België                      | Aimé Anthuenis         | 29   | 21/08/2002 - 31/12/2005 |                                                                                    | Eddy Snelders |
| Vlag van België                      | René Vandereycken      | 30   | 01/01/2006 - 07/04/2009 |                                                                                    | Stéphane Demol (tot 2008) / Frank Vercauteren (vanaf 2008)                                                           |
| Vlag van België                      | Frank Vercauteren²     | 5    | 05/05/2009 - 09/09/2009 | Interim-bondscoach na ontslag Vandereycken                                         | Francky Dury |
| Vlag van Nederland                   | Dick Advocaat          | 5    | 01/10/2009 - 15/04/2010 | Eerste Nederlander                                                                 | Marc Wilmots |
| Vlag van België                      | Georges Leekens        | 16   | 03/05/2010 - 13/05/2012 | Tweede termijn                                                                     | Marc Wilmots |
| Vlag van België                      | Marc Wilmots           | 51   | 06/06/2012 - 15/07/2016 |                                                                                    | Philippe Vande Walle (interim 2012) / Vital Borkelmans (2012-2016)                                                   |
| Vlag van Spanje                      | Roberto Martínez       | 80   | 03/08/2016 - 31/12/2022 | Derde plaats WK 2018                                                               | Thierry Henry (2016-2018, 2021-2022), Graeme Jones (2016-2018) / Shaun Maloney (2018-2021) / Thomas Vermaelen (2022) |
| Vlag van Italië · Vlag van Duitsland | Domenico Tedesco       | 24   | 08/02/2023 - 17/01/2025 |                                                                                    | Andreas Hinkel (2023-2025), Thomas Schneider (2023-2025)                                                             |
| Vlag van Frankrijk                   | Rudi Garcia            | 4    | 24/01/2025 -            |                                                                                    | Claude Fichaux, Stéphane Jobard                                                                                      |

- ¹ Constant Vanden Stock was de selectieheer gedurende bijna 10 jaar. De Rode Duivels werden ondertussen getraind door: Viktor Havlicek, Henri Dekens, Arthur Ceuleers en Raymond Goethals.
- ² Frank Vercauteren was de interim-bondscoach nadat René Vandereycken werd ontslagen na een slechte WK-kwalificatiecampagne.

## Recordhouders
- Bondscoach met meeste aantal wedstrijden: Guy Thys, 114 wedstrijden
- Bondscoach met minste aantal wedstrijden: Louis Nicolay, 1 wedstrijd

KBVB · A-internationals · Selecties · Statistieken · Bondscoaches · Belgisch vrouwenelftal · Olympisch elftal · België U21 · België U20 · België U19 · België U18 · België U17 · België U16 · Vrouwen U19 · Vrouwen U17
Albanië ·
Algerije ·
Andorra ·
Argentinië ·
Armenië ·
Australië ·
Azerbeidzjan ·
Bosnië en Herzegovina · 
Brazilië ·
Bulgarije ·
Burkina Faso ·
Canada ·
Chili ·
Colombia ·
Costa Rica ·
Cyprus ·
DDR ·
Denemarken ·
Duitsland ·
Egypte ·
El Salvador ·
Engeland ·
Estland ·
Faeröer ·
Finland ·
Frankrijk ·
Gabon ·
Gibraltar ·
Griekenland ·
Hongarije ·
Ierland ·
IJsland ·
Irak ·
Israël ·
Italië ·
Ivoorkust ·
Japan ·
Joegoslavië ·
Kazachstan ·
Kroatië · 
Letland ·
Litouwen ·
Luxemburg ·
Malta ·
Marokko ·
Mexico ·
Montenegro · 
Nederland ·
Noord-Ierland ·
Noord-Macedonië ·
Noorwegen ·
Oekraïne ·
Oostenrijk ·
Panama · 
Paraguay ·
Peru ·
Polen ·
Portugal ·
Qatar ·
Roemenië ·
Rusland ·
San Marino ·
Saoedi-Arabië ·
Schotland ·
Servië ·
Servië en Montenegro ·
Slovenië ·
Slowakije ·
Sovjet-Unie ·
Spanje ·
Tsjechië ·
Tsjecho-Slowakije ·
Tunesië · 
Turkije · 
Uruguay · 
Verenigde Staten · 
Wales · 
Wit-Rusland ·
Zambia · 
Zuid-Korea · 
Zweden · 
Zwitserland
Algerije (2014) ·
Argentinië (2014) · 
Brazilië (2018) · 
Canada (2022) · 
Denemarken (2021) · 
Engeland (2018, 1) · 
Engeland (2018, 2) · 
Finland (2021) · 
Frankrijk (1904) ·
Frankrijk (2018) · 
Ierland (2016) · 
Italië (2016) · 
Italië (2021) · 
Japan (2018) · 
Kroatië (2022) · 
Marokko (2022) · 
Nederland (1985) · 
Panama (2018) ·
Polen (1982) · 
Portugal (2021) · 
Rusland (2014) · 
Rusland (2021) · 
Sovjet-Unie (1982) · 
Tunesië (2018) · 
Verenigde Staten (2014) ·
West-Duitsland (1980) · 
Zuid-Korea (2014)